# Système solaire interne et externe
Pour un article plus général, voir Système solaire.
Système solaire interne et Système solaire externe sont deux subdivisions du Système solaire. Le Système solaire interne s'étend du Soleil, en son centre, jusqu'à l'orbite de Jupiter, qui constitue sa limite extérieure. Par opposition, le Système solaire externe est constitué du reste du système planétaire.

Échelle des distances des planètes du Système solaire, du Soleil (à gauche) jusqu'à Neptune (à droite), selon leur demi-grand axe. Seules les distances au Soleil sont à l'échelle ; les tailles des objets ne le sont que relativement entre elles.

## Définitions
Par définition, tout corps dont l'orbite est contenue (strictement) à l'intérieur de celle de Jupiter appartient donc au Système solaire interne. Les planètes Mercure, Vénus, Terre et Mars, quatre planètes telluriques, sont à ce titre qualifiées de planètes internes. De nombreux astéroïdes, dont ceux de la ceinture d'astéroïdes, en font également partie.
Le Système solaire externe comprend lui les géantes gazeuses Jupiter et Saturne, les géantes glacées Uranus et Neptune, la planète naine Pluton, la ceinture de Kuiper et le nuage d'Oort.
Une autre acception du terme « planètes internes » désigne seulement les planètes Mercure et Vénus, plus proches du Soleil que la Terre, par opposition aux planètes externes Mars, Jupiter et Saturne[réf. nécessaire], qui vues de la Terre présentent un mouvement rétrograde apparent, expliqué par Nicolas Copernic. En ce sens, c'est un synonyme de « planètes inférieures ».